# MPC Capital
Die MPC Münchmeyer Petersen Capital AG (kurz: MPC Capital, WKN: A1TNWJ) ist ein weltweit tätiger Investment- und Asset-Manager, der sich auf Infrastrukturprojekte spezialisiert hat. Das Unternehmen entwickelt und verwaltet Investitionslösungen insbesondere in den Bereichen maritime Wirtschaft und Energieinfrastruktur, wobei der Fokus auf institutionellen Investoren liegt. Mit mehr als 300 Mitarbeitern an 10 Standorten verwaltet die MPC Capital Gruppe Assets under Management (AuM) von 5,1 Milliarden Euro (12/2024). Das seit 2000 börsennotierte Unternehmen war von Juni 2012 bis März 2017 im Entry Standard des Freiverkehrs der Deutschen Börse in Frankfurt gelistet; seitdem besteht eine Notierung im Scale-Segment.

## Leistungen
MPC Capital bietet umfassende Unterstützung bei Investitionen in die maritime Wirtschaft und die Energieinfrastruktur. Das Leistungsspektrum des Unternehmens erstreckt sich vom Investmentmanagement bis hin zu operativen Dienstleistungen.

### Investmentmanagement
MPC Capital ist auf die Beschaffung, Entwicklung und Umsetzung von Investitionsmöglichkeiten in den dynamischen Märkten der maritimen Wirtschaft und der Energieinfrastruktur spezialisiert. Durch umfassende Expertise in öffentlichen und privaten Investmentstrukturen entwickelt das Unternehmen maßgeschneiderte Lösungen, die den strategischen Zielen der Kunden entsprechen. Diese Kompetenz macht MPC Capital zu einem verlässlichen Partner für institutionelle Investoren in diesen wachstumsstarken Sektoren. Mit Assets under Management in Höhe von über 4,8 Mrd. Euro und einem Investmentvolumen von über 20 Mrd. Euro in über 200 Assets gehört MPC Capital zu den großen Investment- und Assetmanagementgesellschaften.

### Active Co Investing
MPC Capital verfolgt eine Strategie, die die Interessen des Unternehmens eng mit denen seiner Investoren verknüpft. Dies wird durch eine solide Unternehmensbilanz und ein Co-Investment-Portfolio im Wert von 87 Millionen Euro verdeutlicht. Mit einer hohen internen Rendite (IRR) bei abgeschlossenen Projekten unterstreicht das Unternehmen sein Engagement für die Erzielung herausragender Erträge.

### Operational Services
MPC Capital bietet eine umfangreiche Auswahl an kommerziellen und technischen Dienstleistungen für führende Unternehmen in der maritimen, Energie- und IT-Branche. Das Leistungsspektrum umfasst maritime Maklerdienste, die Strukturierung globaler Stromabnahmeverträge (PPA) sowie umfassende Managementlösungen. Zusätzlich unterstützt das Unternehmen seine Kunden mit IT-Dienstleistungen und Nachhaltigkeitsberatung, um den Betrieb ihrer Projekte zu optimieren.

## Geschichte
MPC Capital wurde 1994 als Tochtergesellschaft des internationalen Handelshauses Münchmeyer Petersen & Co. in der historischen Palmaille in Hamburg gegründet.
Die Ursprünge der heutigen Beteiligungsgesellschaft MPC Münchmeyer Petersen & Co. reichen bis ins Jahr 1846 zurück, als Hermann Münchmeyer das Außenhandelsunternehmen Münchmeyer & Co. in Hamburg gründete. 1968 wurde das Unternehmen in eine private Handelsbank sowie ein Handelshaus aufgeteilt. 1972 erfolgte die Fusion des Handelshauses mit dem 1911 gegründeten Unternehmen Petersen & Co. zur MPC Münchmeyer Petersen & Co.
MPC Capital ging im Jahr 2000 an die Börse. Anfangs lag der Fokus des Unternehmens auf Beteiligungen in den Bereichen Schifffahrt und Immobilien. In den Folgejahren erweiterte MPC Capital sein Angebotsspektrum erheblich. Im Jahr 2012 leitete das Unternehmen eine strategische Neupositionierung ein und etablierte sich als internationaler Asset- und Investment-Manager für institutionelle Kunden.
Im Dezember veräußerten MPC Münchmeyer Petersen & Co. GmbH und ihre Gesellschafter ihre Anteile an der Gesellschaft an die Thalvora Holdings GmbH. Diese ist eine Tochtergesellschaft der an der NASDAQ börsennotierten Castor Maritime Inc., die von dem griechischen Unternehmer Petros Panagiotidis geführt wird.

## Aktionäre
Zum März 2025 hielt Thalvora Holdings GmbH 74,01 Prozent der Aktien an der MPC Capital. Im Freefloat befanden sich zu diesem Zeitpunkt 25,9 Prozent der Anteile. Aktionäre von Unternehmen, deren Aktien im Scale Segment (Open Market) der Frankfurter Wertpapierbörse notieren, unterliegen nicht der Stimmrechtsmitteilungspflicht nach WpHG. Die Darstellung der Aktionärsstruktur erfolgt daher nach bester Kenntnis der Gesellschaft.